# Jean L'Hoste
Pour les articles homonymes, voir Lhoste.
Jean L'Hoste est un mathématicien, ingénieur, conseiller de guerre et intendant des fortifications du duc de Lorraine. Il est né à Nancy vers 1586, mort dans la même ville le 8 avril 1631.

## Biographie
Il est licencié ès droit puis ayant lu les Éléments d'Euclide et les ayant compris, il s'est intéressé aux mathématiques. C'est un savant, professeur de droit canon et civil à l'université de Pont-à-Mousson avant d'y enseigner les mathématiques.
Sa carrière est rappelée dans les lettres-patentes du duc de Lorraine Henri II de Lorraine du 18 août 1613 donnant «provision des estats de mathématicien de Son Altesse, ingénieur des fortifications de ses pays et conseiller de guerre, pour le sieur Jean L'Hoste. Recognoissant... par effects la suffisance, capacité et expérience estans en la personne de nostre cher et bien aimé Jean L'Hoste, demeurant en ce lieu (Nancy), lequel par cy-devant aurait faict prenne des qualitez susdites, résidant en nostre Université de Pont à Mousson, en enseignant plusieurs arts libéraulx, notamment les mathématicques, là où par le fidel rapport feu Jean-Baptiste de Stabili, l'aurions déjà retenu à nostre service ez qualité de topographe, et depuis quatre ans en ça appelé en ce lieu, pour faire et conduire la fabricque de certaines horloges solaires que dès longtemps avions proposé de faire construire selon les déclarations et desseings à nous exposés, en quoy ledit L'Hoste nous auroit fait paroistre de sa dextérité, comme en beaucoup d'autres occasions...». Il reçoit pour ses nouvelles fonctions des gages de 100 francs.
Jean L'Hoste est donc le topographe et ingénieur ordinaire des fortifications du duc de Lorraine en 1609.
Jean-Baptiste Stabili (ou d'Estabili), Napolitain, arrivé à la fin de 1598 comme intendant des fortifications après le départ d'Orphée de Galeani, mathématicien du duc de Lorraine Charles III, nommé superintendant des fortifications en 1603, avait fait les plans de fortifications de Nancy, de la vieille ville et de la Ville-neuve. Il meurt en 1611. En 1618, Jean L'Hoste est nommé pour succéder à Jean-Baptiste Stabili comme ingénieur des fortifications de la Ville-Neuve de Nancy. Il termine aussi les fortifications de Marsal commencées par Stabili avec l'entrepreneur et ingénieur Nicolas Maréchal.
Vers 1621, il fait deux globes de bronze d'une grandeur notable sur lesquels il a porté toutes les singularités de la terre et de la mer ainsi que les orbes célestes. Il a gravé et buriné ces globes lui-même pendant 7 à 8 ans et les terminent en 1629. Pour expliquer les sphères, il publie en 1629, Sommaire de la Sphère artificielle et de l'usage d'icelle. Cette réalisation doit correspondre à un projet de Jean-Baptiste Stabili imaginé l'année de sa mort de construire une station cosmographique dans le jardin du palais ducal, sur le bastion des Dames.
Dans un manuscrit de 1629, Sommaire de la manière de fortifier..., il explique comment faire la construction géométrique d'une carte topographique et  la construction géométrique de la figure d'une place, trouver la longueur des lignes sustendant plusieurs angles. 
Aux discussion théoriques de ses contemporains sur la manière de tracer les angles droits sur le terrain, il indique :
on ne saurait presque pratiquer aucune règle de la geométrie sans y entremesler de la mécanique, car combien que les divisions que font les lignes soient géométriques sur le papier, il faudra toutesfois emprunter de la méchanique pour les reduire en pratique et planter sur terre les desseins construits tant geometriquement qu'on voudra.
Il fait une remarque générale :
l'ingénieur ou entrepreneur doit estre savant et grandement judicieux pour adviser aux moyens les plus convenables à l'exécution de son desseing, pour demesler les maximes de sa profession, afin que son jugement éclairé par les raisons d'icelles, il puisse promptement ordonner sur tous les cas et pourvoir aux accidens qui pourroient advenir.
Dans la conclusion de son manuscrit, Jean L'Hoste exprime un principe :
L'expérience nous fait veoir qu'il n'y a place si bien fortifiée que la force et la longueur d'un siège ne puisse emporter, et combien qu'aucun se fussent ventez de pouvoir rendre des places imprenables, telles venteries ne sont que des paradoxes que l'entendement humain ne sauroit attribuer à aucun subject autre qu'à l'impossibilité mesme.
Il en déduit que :
Tous les effects avantageux que les fortifications peuvent produire ne consistent qu'en la resistance que faict une petite force à une plus grande pour quelque temps seulement.
Cette idée a été reprise par Vauban qui conçoit les défenses des places sur le temps et les moyens nécessaires aux assaillants pour les prendre en minimisant les moyens nécessaires pour les défendre. C'est dans un mémoire fait en 1681 pour la place de Casal qu'il l'expose pour la première fois.

## Publications
- Epipolimétrie ou l'art de mesurer toute superficie, comprenant la manière de bien dessigner former, transmuer, ou changer, mesurer, partager tous plas quelconques ; en quoy est demonstrée la practicque des six premiers livres des éléments géométriques d'Euclide. Œuvre nécessaire aux géomètres, arpenteurs, geographes, architectes, sculpteurs et statuaires, peinctres et généralement à tous artisans et ouvriers qui travaillent avec proportion, mesure, règle et compas, Nancy, 1619 Texte
- Sommaire de la Sphère artificielle et de l'usage d'icelle, Nancy, 1629
- Le sommaire de la manière de fortifier les places tant regulières qu'irregulières, receüe et practiquée tant ès Païs-Bas que parmy les guerres et les armées de nostre temps, reduite en art et en practique conforme aux maximes fondées sur longues et diverses experiences, manuscrit 1062 de la bibliothèque Sainte-Geneviève qui ne semble pas avoir été publié, 1629

## Famille
- Bernard L'Hôte, il a hérité de la charge d'ingénieur de son père. On ne sait pas si c'est lui ou son père qui a écrit «Description & usage des principaux instruments de géométrie. Traité du cadran. Rayon astronomique. Gnomon ou bâton de Jacob. Interprétation du grand art de Raymond lulle.»